# Ormsjön, Hälsingland
Ormsjön är en sjö i Härjedalens kommun och Ljusdals kommun i Hälsingland och ingår i Ljusnans huvudavrinningsområde. Sjön har en area på 0,257 kvadratkilometer och ligger 344,1 meter över havet. Sjön avvattnas av vattendraget Voxnan.

## Delavrinningsområde
Ormsjön ingår i det delavrinningsområde (685571-144523) som SMHI kallar för Utloppet av Ormsjön. Medelhöjden är 379 meter över havet och ytan är 4,71 kvadratkilometer. Räknas de 65 avrinningsområdena uppströms in blir den ackumulerade arean 446,22 kvadratkilometer. Voxnan som avvattnar avrinningsområdet har biflödesordning 2, vilket innebär att vattnet flödar genom totalt 2 vattendrag innan det når havet efter 199 kilometer. Avrinningsområdet består mestadels av skog (69 procent) och sankmarker (13 procent). Avrinningsområdet har 0,26 kvadratkilometer vattenytor vilket ger det en sjöprocent på 5,4 procent.